# Lo schiavo

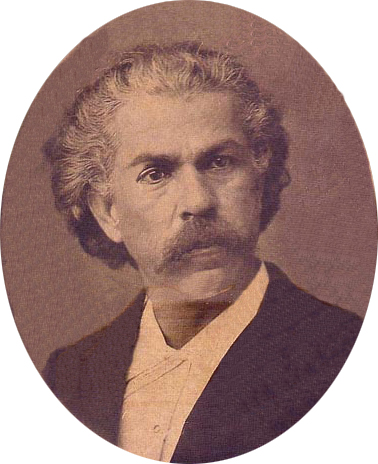
Antônio Carlos Gomes.

Lo schiavo (Slaven) är en opera i fyra akter med musik av den portugisisk-brasilianske tonsättaren Antônio Carlos Gomes och libretto av Alfredo Taunay och Rodolfo Paravicini.

## Historia
Librettisterna flyttade handlingen i Lo schiavo från 1700-talet till 1500-talet och svarta slavar byttes ut mot indianer. Men det stod ändå klart att ämnet handlade om slaveriet i Brasilien. Operan skrevs under samma tid som Lei Áurea, lagen som förbjöd slaveri, gick igenom 13 maj 1888. Lo schiavo hade premiär den 27 september 1889 på Teatro Imperial Don Pedro i Rio de Janeiro med Gomes som dirigent. Två månader senare, den 15 november avskaffades Kejsardömet Brasilien.

## Personer
- Ilàra (sopran)
- Condesa Boissy (sopran)
- Américo (tenor)
- Ibère (baryton)
- Gianfèra (baryton)
- Conde Rodrigo (bas)
- Guarûco (tenor)
- Tapacoà (tenor)
- Tupinambà (baryton)
- Goitacà (bas)
- Lion (bas)

## Handling
Américo är son till hertig Rodrigo. Han är kär i indiankvinna Illàra som tvingas gifta sig med indianen Ibère.
Förspelet till akt IV, Alvorado (Gryning), är med sin realistiska återskapning av naturens ljud ett välkänt orkesternummer.